# Buellia halonia
Buellia halonia är en lavart som först beskrevs av Erik Acharius, och fick sitt nu gällande namn av Edward Tuckerman. Buellia halonia ingår i släktet Buellia och familjen Physciaceae.   Inga underarter finns listade i Catalogue of Life.